# Équipe des Tonga masculine de basket-ball
Maillots
Actualités
L’équipe des Tonga masculine de basket-ball est la sélection des meilleurs joueurs tongiens de basket-ball, sous l'égide de la Fédération des Tonga de basket-ball. Elle a rejoint la Fédération internationale de basket-ball en 1987.

## Parcours aux Jeux olympiques
L'équipe de basket-ball des Tonga n'a participé à aucune phase finale des Jeux olympiques.

## Parcours aux Championnats du Monde
- 1990 : -
- 1994 : -
- 1998 : -
- 2002 : -
- 2006 : -
- 2010 : -

## Parcours au Championnat d'Océanie des nations
- 1987 : -
- 1989 : -
- 1991 : -
- 1993 : -
- 1995 : -
- 1997 : -
- 1999 : -
- 2001 : -
- de 2003 à 2015 : aucune participation

## Parcours au Tournoi d'Océanie de basket-ball
- 1989 : -
- 1993 :  2e
- 1997 : -
- 2001 : -
- 2005 : -
- 2009 : -